# Biogeografia insular
Biogeografia insular ou biogeografia de ilhas é um campo de estudo da biogeografia que procura estabelecer e explicar os fatores que afetam a riqueza de espécies de uma determinada comunidade isolada numa ilha.Este campo de estudo surgiu nos anos 60 pelos ecólogos Robert MacArthur e E.O. Wilson, que criaram a teoria da biogeografia insular ou teoria da biogeografia de ilhas, teoria esta que tentava prever o número de espécies que existiriam ou viriam a existir numa ilha recém-criada.
Atualmente a teoria não se resume apenas a ilhas oceânicas, mas também em referência a qualquer habitat que esteja isolado por um ambiente inadequado às espécies presentes na “ilha”, como montanhas rodeadas por desertos, lagos rodeados por terra seca ou florestas fragmentadas rodeadas por paisagens alteradas pelo homem, clareiras em uma floresta isoladas por árvores etc.

## Teoria

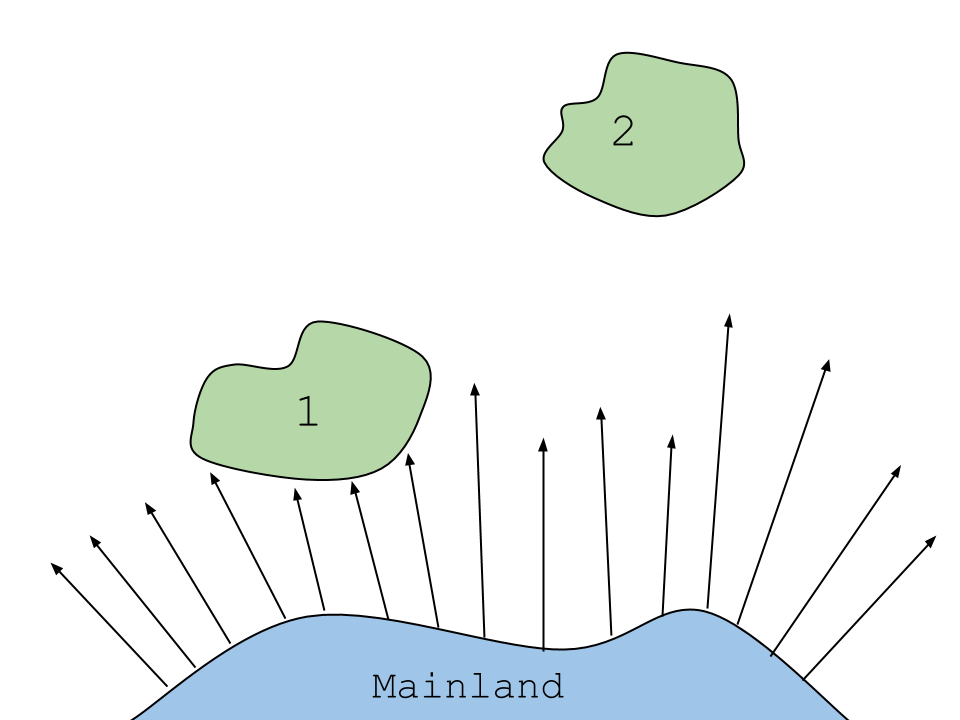
Este diagrama mostra o efeito da distância de uma ilha do continente na quantidade de riqueza de espécies. Os tamanhos das duas ilhas são aproximadamente os mesmos. A ilha 1 recebe uma maior colonização dos organismos. Enquanto a ilha número dois, por estar mais distante, recebe menos colonização dos organismos.

A teoria da biogeografia insular propõe que o número de espécies encontradas em um ambiente insular não perturbado ("ilha") seja determinado pela imigração e extinção. Além disso, diz que as populações isoladas possam seguir diferentes rotas evolutivas, como mostra a observação de tentilhões de Darwin nas Ilhas Galápagos. A imigração e a emigração são afetadas pela distância de uma ilha a uma fonte de colonos (efeito de distância). Normalmente, essa fonte é o continente, mas também pode ser outras ilhas. As ilhas mais isoladas têm menos probabilidade de receber imigrantes do que as ilhas menos isoladas.

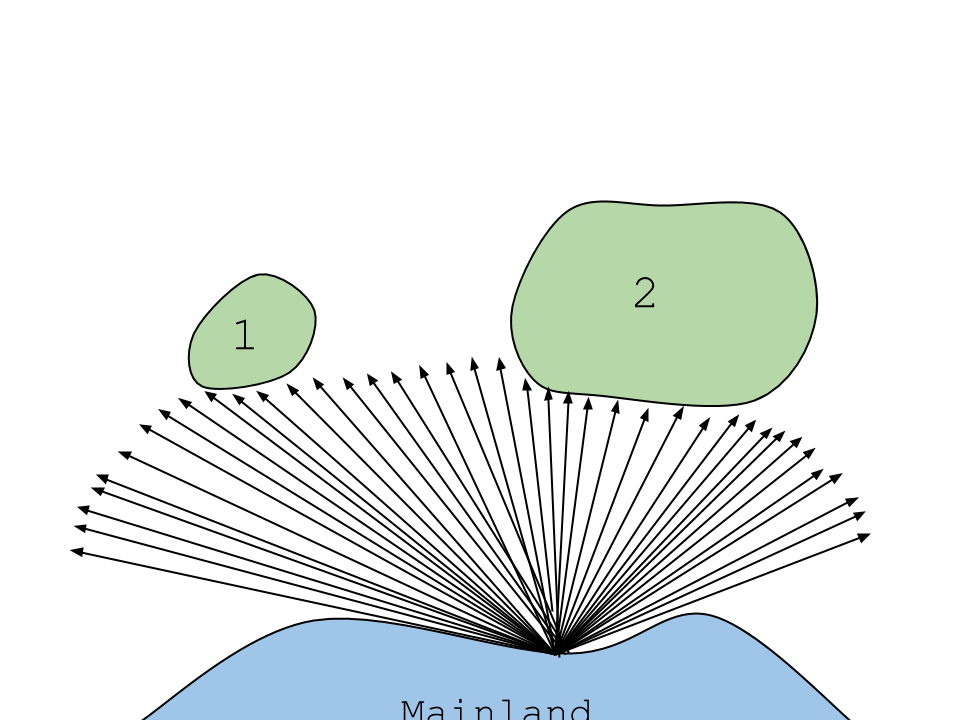
Este diagrama mostra o efeito do tamanho de uma ilha na quantidade de riqueza de espécies. O diagrama mostra duas ilhas equidistantes do continente. A ilha 1 que é menor recebe menos colonização de organismos. Enquanto a ilha 2 que é maior recebe mais flechas e, portanto, mais colonização de organismos.

As ilhas mais próximas do continente têm maior probabilidade de receber imigrantes do continente do que aquelas mais distantes do continente. O número de espécies de uma ilha perto da África será maior do que o encontrado no meio do Oceano Atlântico. Este é o efeito da distância. O efeito do tamanho se reflete na relação entre o tamanho da ilha e a diversidade de espécies. Nas ilhas menores, a probabilidade de extinção é maior do que nas ilhas grandes. Assim, as ilhas maiores podem ter mais espécies do que as menores. O jogo entre esses dois fatores pode ser usado para estabelecer quantas espécies uma ilha pode ter em equilíbrio.
Em uma ilha que está passando pelo inicio do processo de colonização, a imigração e extinção apresentam taxas opostas. A princípio a taxa de imigração é máxima enquanto que a de extinção é nula - visto não haver espécies nas ilhas para que possam se extinguir. Assim, a imigração diminui em função do aumento do número de espécies da ilha, enquanto a extinção aumenta em função do mesmo.
A taxa de extinção quando uma espécie consegue colonizar uma ilha é afetada pelo tamanho da ilha; essa é a curva ou efeito da área de espécies. As ilhas maiores contêm áreas de habitat maiores e oportunidades para mais variedades diferentes de habitat. Tamanho de habitat maior reduz a probabilidade de extinção devido a eventos aleatórios. A heterogeneidade do habitat aumenta o número de espécies que serão bem-sucedidas após a imigração. Com o tempo, as forças compensatórias de extinção e imigração resultam em um nível de equilíbrio de riqueza de espécies.

#### Modificações

Número total de espécies de répteis e anfíbios em 7 ilhas de diferentes tamanhos.

Além de afetar as taxas de imigração, o isolamento também pode afetar as taxas de extinção. As populações em ilhas menos isoladas têm menor probabilidade de serem extintas porque indivíduos da população de origem e de outras ilhas podem imigrar e "resgatar" a população da extinção; isso é conhecido como efeito de resgate. Além de afetar a extinção, o tamanho da ilha também pode afetar as taxas de imigração. As espécies podem visar ativamente ilhas maiores pelo maior número de recursos e nichos disponíveis; ou, ilhas maiores podem acumular mais espécies por acaso, apenas porque são maiores. Este é o efeito alvo.

#### Fatores que influenciam as comunidades de ilhas
- Grau de isolamento (distância do vizinho mais próximo e do continente).
- Duração do isolamento (tempo).
- Tamanho da ilha (uma área maior geralmente facilita uma maior diversidade).
- Clima (tropical x ártico, úmido x árido, etc.).
- Correntes oceânicas (influências: padrões de fluxo de alimentos, peixes, pássaros e sementes).
- Composição inicial de plantas e animais, se previamente ligada a uma massa terrestre maior (por exemplo, marsupiais, primatas etc.).
- A composição das espécies colonizadoras originais (se isoladas).
- Atividade humana.[4]

## Registro Histórico
A teoria pode ser estudada através dos fósseis, que fornecem um registro da vida na Terra. Há 300 milhões de anos, a Europa e a América do Norte estavam no equador e estavam cobertas por florestas tropicais úmidas e úmidas. As mudanças climáticas devastaram essas florestas tropicais durante o período carbonífero e, à medida que o clima ficou mais seco, as florestas tropicais se fragmentaram. As ilhas encolhidas da floresta eram inabitáveis para os anfíbios, mas eram bem adequadas para répteis, que se tornaram mais diversos e até variaram sua dieta no ambiente em rápida mudança; esse evento de colapso da floresta tropical carbonífera desencadeou uma explosão evolutiva entre os répteis.

## Aplicação na Conservação
Alguns anos depois da publicação da teoria, sua aplicação potencial ao campo da biologia da conservação havia sido realizada e estava sendo vigorosamente debatida entre os ecólogos. A compreensão de que reservas e parques nacionais formavam ilhas dentro de paisagens alteradas pelo homem (fragmentação de habitat) causou grande preocupação, pois indica que essas reservas poderiam perder espécies à medida que se aproximavam do equilíbrio no número de espécies. Este problema é especialmente grave quando se tratar de espécies de maior tamanho, as quais em geral precisam de maiores extensões de terreno para viverem.
A teoria da biogeografia das ilhas também levou ao desenvolvimento de corredores ecológicos como uma ferramenta de conservação para aumentar a conectividade entre as ilhas de habitat. Os corredores ecológicos podem aumentar o movimento de espécies entre parques e reservas e, portanto, aumentar o número de espécies que podem ser sustentadas, mas também podem permitir a propagação de doenças e patógenos entre as populações. 

A especiação alopátrica é a que melhor se aplica à biogeografia de ilhas no tocante à diversidade de espécies. Especiação alopátrica é o fenômeno onde novos conjuntos de genes surgem da seleção natural em conjuntos de genes isolados. A biogeografia de ilhas também é útil ao considerar a especiação simpátrica, a ideia de que diferentes espécies surgem de uma espécie ancestral que existia anteriormente no local.